# Profundirhabdus
Profundirhabdus es un género de bacterias grampositivas de la familia Nitriliruptoraceae. Actualmente (2024) contiene una sola especie descrita: Profundirhabdus halotolerans. Fue descrito en el año 2023. Su etimología hace referencia a bacilo de las profundidades. El nombre de la especie hace referencia a tolerancia a la sal. Es aerobia e inmóvil. Catalasa positiva y oxidasa negativa. Tiene un tamaño de 0,2-0,5 μm de ancho por 0,5-1,5 μm de largo. Forma colonias pequeñas, blancas y con márgenes enteros tras 2 días de incubación en agar MA. Temperatura de crecimiento entre 16-37 °C, óptima de 28 °C. Tiene un contenido de G+C de 68,7%. Se ha aislado de agua marina en la fosa de las Marianas a 4000 metros de profundidad. 